# チゲゴル駅
チゲゴル駅（チゲッコルえき）は、大韓民国釜山広域市南区にある釜山交通公社2号線の駅である。駅番号は215。
「チゲゴル」は固有語であるため漢字を持たないが、案内上の中国語表記は「支架谷」としている（「支架」は朝鮮語読みによる当て字、「谷」は同音異義語）。また日本語表記は「チゲゴル」になっているが、実際の読み方は「チゲッコル」に近い。

## 駅構造
相対式ホーム2面2線の地下駅。フルスクリーンタイプのホームドアが設置されている。出入口は4箇所に設けられている。

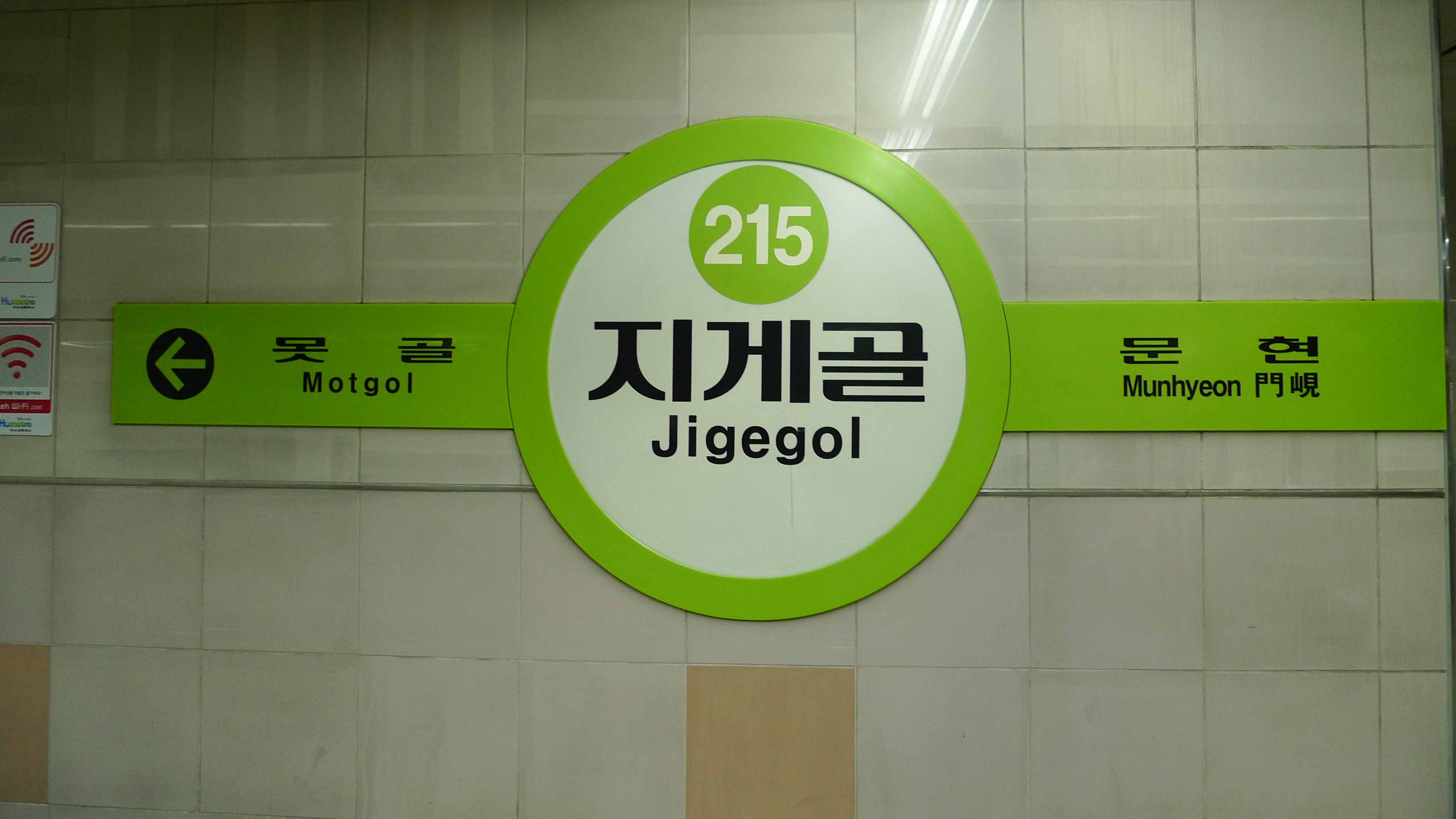
駅名標

### のりば
| 上り | 2号線 | 萇山方面 |
| 下り | 2号線 | 梁山方面 |

## 歴史
- 2001年8月8日 - 開業。

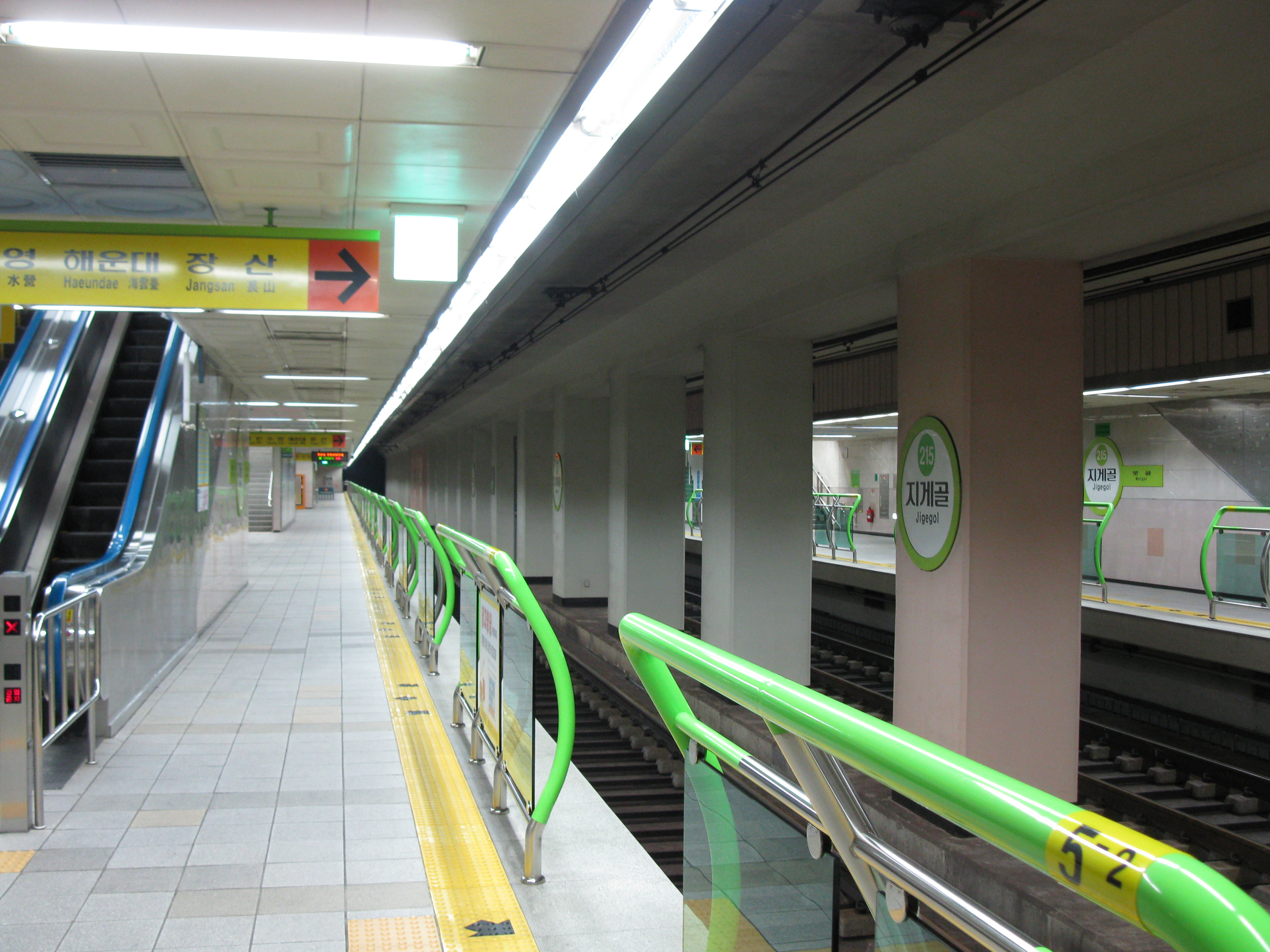
ホームドア設置前（2009年2月）

## 駅周辺
- 門峴洞郵便局
- 門峴3洞行政福祉センター
- 釜山南部警察署門峴4治安センター
- 成川初等学校
- 釜山中央高等学校
- 大洋電子通信高等学校
- 恵山医院
- 太康医院
- 韓国発明振興会
- メガマート門峴店

## 隣の駅
釜山交通公社
 2号線
モッコル駅 (214) - チゲゴル駅 (215) - 門峴駅 (216)